# Classe Pauk
Pour les articles homonymes, voir Pauk.
La classe Pauk est le code OTAN pour une classe de petites corvettes de patrouille construites pour la marine soviétique et des clients à l'exportation entre 1977 et 1989. La désignation russe est le Projet 1241.2 Molniya-2. Ces navires sont conçus pour la patrouille côtière et la guerre anti-sous-marine côtière. Il reprend la coque de la classe Tarantul qui est désignée ''Project 1241.1 , mais est légèrement plus long et dispose de moteurs diesels au lieu de turbine à gaz. Les navires sont équipés d'un sonar plongeant qui est également utilisé par les hélicoptères soviétiques pour la recherche.

## Variantes
- Projet 1241.2 (Pauk I) : Version de base avec deux grenadeurs, (selon certaines sources, les Pauk utilisés dans ce rôle appartiennent à la version Projet 1242P sensiblement identique à la version de base, d'autres l'utilisent pour désigner un prototype avec une motorisation améliorée) exporté vers la Bulgarie et l'Ukraine
- Projet 1241 PE (Pauk II) : Version d'export qui se différencie par un superstructure plus volumineuse, une passerelle plus avancée, une mature différente, des modifications au niveau des radars, l'absence de grenadeurs et seulement deux tubes lance-torpilles au lieu de quatre mais dont le diamètre passe de 406 mm à 533 mm. Exporté vers l'inde et Cuba. Certains exemplaires (notamment construits pour l'Irak ou Cuba selon les sources) n'ont pas trouvé d'acquéreur et ont fini en service chez les garde-côtes russes[2]
- Projet 1241.6 : version améliorée notamment sur le plan de l'armement et l'électronique avec plusieurs nouveaux sonar et radar. La construction pour 4 unités avait débuté mais a été annulée en raison de la chute de l'URSS.

## Navires
- Marine soviétique : partagée entre la Russie et l'Ukraine lors du Traité de partition de la flotte de la mer Noire : 36 bâtiments ont été construits pour les Soviétiques plus 5 annulés bien que partiellement construits. Certains étaient utilisés par la direction générale des garde-frontières maritimes du KGB.
- Marine russe : A hérité du gros des navires, 4 seraient en service en 2024.
- Garde-côtes de Russie : au moins 1 en service en 2024

- Marine ukrainienne : Deux navires transférés, U207 Uzhhorod (maintenant déclassé) et U208 Khmelnytskyi (ressaisi par la Russie).
- Garde maritime ukrainienne : Trois navires transférés dont seulement un en service service : Grigoriy Kuropyatnikov (BG-50).

### Exportation
- Marine bulgare : Deux navires transférés en 1989/90 - Bodri et Reshitelni, toujours en service en 2024
- Cuba: Un navire en service.
- Marine indienne : Quatre navires ont été transférés à la fin des années 1980 et sont connus sous le nom de classe Abhay (en) (INS Abhay, INS Ajay, INS Akshay et INS Agray. Au moins un en service en 2024.